# Saint Mary (Jersey)
Saint Mary (Jèrriais: Sainte Mathie) is een van de twaalf gemeenten op het Kanaaleiland Jersey. Het ligt in het noordwesten van het eiland. De gemeente heeft een oppervlakte van 3.604 vergées of 6,5 km².
De gemeente grenst aan vier andere gemeenten: Saint Ouen, Saint John, Saint Peter en Saint Lawrence. De naam van de gemeentekerk van Saint Mary, en natuurlijk van de gemeente zelf, is afkomstig van een middeleeuws klooster, dat waarschijnlijk door Vikingen werd verwoest tussen achtste en de tiende eeuw. In 1042 gaf Willem I van Engeland "Saint Mary of the Burnt Monastery" (Nederlands: Saint Mary met het verbrande klooster) aan de abdij van Cérisy.

## Buurtschappen of Vingtaines
De gemeente is als volgt verdeeld in buurtschappen:
- La Vingtaine du Sud
- La Vingtaine du Nord

De gemeente bestaat uit één kiesdistrict en kiest één afgevaardigde in de Staten van Jersey; op het moment Juliette Gallichan.

## Demografie
St. Mary heeft het kleinste aantal inwoners van alle gemeenten op Jersey.
| 1991                     | 1996 | 2001 | 2011 |
| ------------------------ | ---- | ---- | ---- |
| 1449                     | 1475 | 1591 | 1752 |
| Statistiek start in 1991 |      |      |      |

## Bezienswaardigheden
Onder de natuurlijke bezienswaardigheden van de gemeente is Devil's Hole (Frans: Lé Creux du Vis; Nederlands: Het gat van de Duivel), een oud geologisch blaasgat in de klippen aan de kust. Vroeger daalden toeristen af in het gat; het is echter al tientallen jaren gesloten. De naam Devil’s Hole komt van een boegbeeld van een schip dat in 1855 verging. Het beeld spoelde aan bij het blaasgat. Uit dit beeld werd een duivel gemaakt en bij het blaasgat gezet. Dit houten beeld werd een aantal malen vervangen door moderne versies.
Een beek, Mourier Valley, loopt op de grens tussen Saint Mary en Saint John. Deze beek dreef vroeger een aantal molens aan.
Bij Crabbé is de schietbaan voor pistolen.
La Grève de Lecq ligt op de grens tussen Saint Mary en Saint Ouen. Aan het oosten van de baai, in Saint Mary, ligt Le Castel de Lecq, een middeleeuwse aarden wal. In de baai ligt “Le Moulin de Lecq”, een oude watermolen, die werd omgebouwd voor bewoning in 1929. Na de Tweede Wereldoorlog werd het een café. De tandradaren en de wieken zijn behouden.
De gemeente ligt op een granieten ondergrond, dat gevormd werd gedurende het Paleozoïcum. Dit graniet werd vroeger gewonnen voor bouwmaterialen.
Saint Mary is verbonden met Longues-sur-Mer, een gemeente in het département Calvados, in de regio Normandië in Frankrijk.

## Wetenswaardigheden
Naar Devil's Hole wordt verwezen in de tekst van het liedje Achilles Last Stand van de rockband Led Zeppelin, die in 1975 op het eiland woonden.
Gilbert O'Sullivan woont in Saint Mary samen met zijn vrouw, Aase, en zijn twee kinderen.